# Ursula Roller
Ursula Roller (* 23. Oktober 1936 in Obersontheim) ist neben ihrem Engagement für Behinderte und deren Angehörige eine der Pionierinnen der deutschen Hospizbewegung. 

## Soziales Engagement
Die mehrfache Behinderung ihres jüngsten Kindes und die Reaktion der Öffentlichkeit in ihrer Umgebung auf dieses Kind, führte sie dazu, im Jahr 1977 eine Selbsthilfegruppe „Familientreff mit Behinderten“ in ihrer Wohngemeinde Aichwald zu gründen mit dem Ziel, Familien mit und ohne behinderten Angehörigen zusammenzuführen. Menschen mit Behinderungen, unabhängig von der Art der Behinderung, sollten in ihrer alltäglichen Umgebung Freunde und hilfreiche Nachbarn finden. Diese Gruppe umfasste zeitweise circa 30 Familien und besteht heute noch. Die Initiative fand ähnliche Nachfolger in verschiedenen Gemeinden im Landkreis Esslingen.
Nach der Eingliederung der behinderten Tochter in die Diakonie Stetten gründete sie 1980 zusammen mit ihrem Mann eine Selbsthilfegruppe „Eltern helfen Eltern“ für Eltern, deren behinderte Kinder in dieser Einrichtung leben. Diese Gruppe leitet sie noch heute.
Die dabei gemachten Erfahrungen führten zur Gründung einer demokratisch gewählten Angehörigen- und Betreuervertretung in der Diakonie Stetten. Eine solche Institution war damals wie heute gesetzlich nicht vorgeschrieben und wurde in vielen Einrichtungen der Behindertenhilfe erst auf Grund dieses Vorbildes gegründet.
Als in den 1980er Jahren in Stuttgart durch Daniela Tausch eine ambulante Hospizgruppe gegründet wurde, meldete sich Ursula Roller als ehrenamtliche Mitarbeiterin und blieb dies zehn Jahre lang. Sie tat es, um den Hospizgedanken in Esslingen und Umgebung zu verwirklichen. Im Jahr 1991 gründete sie eine ambulante Hospizgruppe mit der Trägerschaft der evangelischen und katholischen Gesamtkirchengemeinden in Esslingen am Neckar. Viele Jahre hat Ursula Roller diese Gruppe geleitet und die ehrenamtlichen Mitarbeiter geschult. Innerhalb von zehn Jahren wuchs die Zahl der ehrenamtlichen Mitarbeiter auf über 50 Personen.
Impulse und Hilfestellung gab Ursula Roller in dieser Zeit auch für zahlreiche neue Hospizgruppen in ganz Baden-Württemberg. Seit 2009 ist sie Ehrenmitglied im Förderverein Hospiz Esslingen.
Auf Grund ihrer vielfachen Hospiz-Erfahrungen regte Ursula Roller in Esslingen an, eine Beratungsmöglichkeit über vorsorgende Verfügungen und Vollmachten für die Bevölkerung zu errichten. Daraus hat sich die „Esslinger Initiative Vorsorgen – Selbst bestimmen e. V.“ entwickelt.

## Ehrungen
Am 9. Mai 1997 wurde Ursula Roller das Bundesverdienstkreuz am Bande „für ihr umfangreiches soziales Engagement“ verliehen.